# James Alan McPherson
James Alan „Jim“ McPherson (* 16. September 1943 in Savannah, Georgia, als James Allen McPherson Jr.; † 27. Juli 2016 in Iowa City, Iowa) war ein US-amerikanischer Schriftsteller, Hochschullehrer, und Herausgeber. Als mehrfach prämierter Autor von Kurzgeschichten und Essays setzte er sich besonders mit Fragen der race innerhalb der US-amerikanischen Gesellschaft auseinander; viele der Werke des Afroamerikaners sind autobiographisch beeinflusst.

## Leben und Werk

### Ausbildung
McPherson wurde 1943 als zweites von vier Kindern des Meisterelektrikers James McPherson Sr. und der Hausfrau Mabel Small in Savannah geboren. Sein Geburtsname lautete James Allen McPherson Jr., später änderte er seinen Mittelnamen in Alan um, um sich von seinem gleichnamigen Vater abzugrenzen. Als afroamerikanischer Junge wuchs er in den damals noch von der Rassentrennung geprägten Südstaaten auf und besuchte zunächst in Savannah zwei lokale Grundschulen und dann die A. E. Beach High School. Schon früh entwickelte er ein Interesse an Literatur, gleichzeitig arbeitete er ab seiner Jugendzeiten in verschiedenen Nebenjobs, um sich zusätzliches Geld zu verdienen.
Nach seinem erfolgreichen Schulabschluss schrieb er sich am Morris Brown College in Atlanta ein, wo er sein Studium auf die Geschichtswissenschaften und Anglistik konzentrierte. Gleichzeitig schrieb er für die Campuszeitung, war Herausgeber des Universitätsjahrbuches und nahm an literarischen Wettbewerben teil. Ein Stipendium ermöglichte ihm unterdessen einen einjährigen Gastaufenthalt an der Morgan State University in Baltimore. Nachdem er 1965 am Morris Brown College einen undergraduate degree erworben hatte, ging er anschließend an die Harvard Law School, wo er 1968 einen Bachelor of Laws erhielt. Danach wechselte er an die University of Iowa, wo er 1971 mit einem Master of Fine Arts in Creative Writing graduierte.

### Erste Erfolge als Autor von Kurzgeschichten
Parallel zu seiner akademischen Ausbildung betätigte sich McPherson als Schriftsteller. In seiner Zeit in Harvard gelang ihm mit der Kurzgeschichte Gold Coast der Durchbruch, als die Geschichte im Atlantic Monthly abgedruckt wurde. Gold Coast handelt von einem optimistisch-naiven jungen Mann namens Rob, der seinen Lebensunterhalt als Hausmeister verdient, aber eigentlich größere Ziele hat. Die Literaturwissenschaftlerin Edith Blicksilver erkannte 1988 in der Geschichte viele autobiografische Bezüge; nicht zuletzt hatte McPherson selbst während seiner Zeit in Harvard als Hausmeister arbeiten müssen, um genug Geld für seinen Lebensunterhalt zu haben. Nach der Veröffentlichung von Gold Coast wurde McPherspn in die Redaktion des Atlantic Monthly aufgenommen, gleichzeitig verfasste er einige Artikel für das Magazin, unter anderem zum Thema Redlining. Für eine spätere Ausgabe interviewte er den Schriftsteller Ralph Ellison, der für ihn zu einem Mentor wurde. Der prominente afroamerikanische Intellektuelle Henry Louis Gates, Jr. nannte McPherson später einen von Ellisons „literarischen Erben“. Ein weiterer Mentor McPhersons wurde der Schriftsteller Albert Murray. Parallel veröffentlichte McPherson 1969 unter dem Titel Hue and Cry eine erste Kurzgeschichtensammlung.
Als McPherson 1971 in Iowa seinen Abschluss machte, stand ihm die Wahl zwischen einer Laufbahn als Jurist und einer Karriere als Schriftsteller offen. Er entschied sich für die Literatur. Nach seinem Abschluss verfasste er weitere Kurzgeschichte, für die er bald nationale Aufmerksamkeit bekam. Er publizierte vor allem in Literaturzeitschriften, gab aber 1976 mit Elbow Room auch ein zweites Sammelband seiner Kurzgeschichten heraus. Für Elbow Room erhielt er 1978 als erster afroamerikanischer Schriftsteller den Pulitzer Prize for Fiction. Die mit der Preisvergabe verbundene Öffentlichkeit goutierte McPherson nicht; vielmehr baute er sich danach das Image eines medienscheuen Autors auf, der nur selten Interviews gab. Der Chicago Tribune kommentierte, McPherson sei nur wenig medienaffiner als der zurückgezogen lebende Autor J. D. Salinger.
Gleichzeitig bedeutete der Pulitzer-Preis das vorläufige Ende seiner Schriftstellerkarriere, was sich allerdings aus persönlichen Motiv heraus ergab. McPhersons erste Ehe war in einem Scheidungsverfahren und einem langwierigen Gerichtsprozess um das Sorgerecht für die gemeinsame Tochter gemündet. McPherson verlor das Sorgerecht und konzentrierte sich in den nächsten Jahren darauf, seine Vaterrolle innerhalb der beschränkten Zugeständnisse des Gerichtsurteils wahrzunehmen. Da McPherson mittlerweile in Iowa City lebte, seine Ex-Frau aber die gemeinsame Tochter in Charlottesville aufzog, waren damit viele Reisen durch die Vereinigten Staaten verbunden. Letztlich waren diese Verhältnisse für McPhersons Schreiben eine unüberwindbare Hemmung; jahrelang veröffentlichte er keine weiteren Werke. Trotzdem erhielt er 1981 eine prestigeträchtige MacArthur Fellowship.

### Laufbahn als Hochschullehrer
Begleitet wurde seine schriftstellerische Laufbahn durch eine Karriere als Hochschullehrer. Zunächst arbeitete er als assistant professor, von 1969 bis 1971 an der University of California, Santa Cruz, danach von 1975 bis 1976 an der Morgan State University. Zwischen 1976 und 1981 wiederum war er associate professor an der University of Virginia. Anschließend kehrte er an die University of Iowa zurück, wo er Professor am Institut für Anglistik und dem Iowa Writers’ Workshop wurde. Nach dem Tod Frank Conroys war er von 2005 bis 2007 interimsweise Direktor des Writers’ Workshops; er verblieb in Iowa bis zu seiner Emeritierung im Jahr 2014. Gastaufenthalte verbrachte er unterdessen an der Yale Law School (1978/1979), an der Stanford University (1997/1998) sowie in Japan an der Meiji-Universität und der Universität Chiba. Die Gastaufenthalte in Japan standen im Kontext mit seinem Interesse an der japanischen Kultur, das sich aus einer Freundschaft mit dem japanischen Schriftsteller Kiyohiro Miura heraus entwickelt hatte. Zu seinen Schülern gehören Kathryn Harrison, Lan Samantha Chang, ZZ Packer, Gish Jen und Eileen Pollack.
Zu McPhersons akademischen Interessen gehörten neben japanischer Kultur auch die US-amerikanische Populärkultur, unter anderem in Bezug auf die Filme von John Ford, klassische Literatur der Griechen und Römer sowie die racist right, die rassistischen Teile der politischen Rechten. Seine Lehrveranstaltungen deckten eine weite Spannbreite an Themen ab, „von der Bibel bis hin zum US-amerikanischen Humor und Mark Twain.“ Parallel betätigte sich McPherson weiterhin im Literaturbetrieb, allerdings nicht als Autor. Er nahm eine aktive Rolle in der Organisation des National Endowment for the Arts ein und fungierte als Juror diverser Literaturpreise, darunter des Pulitzer-Preises, des National Book Awards und der Whiting Awards. Von 1989 bis 2005 war er trustee des Literaturmagazins Ploughshares, von 1995 bis 2007 Redakteur von Robert Coles’ Magazin Doubletake.

### Herausgeber, Essayist und Autobiograf
Parallel begann McPherson, sich auch als Herausgeber zu betätigen. Einen ersten Versuch wagte er 1976, als er zusammen mit Miller Williams unter dem Titel Railroad eine Anthologie mit Essays zum Thema Eisenbahn edierte. Das Thema war für McPherson schwerlich ein Zufall, denn er hatte 1962 als Zugkellner bei der Great Northern Railway gearbeitet, was nicht nur diese Anthologie, sondern auch mehrere Kurzgeschichten inspirierte. 1985 und 1990 war er zusammen mit DeWitt Henry Gast-Herausgeber einer Ausgabe des Magazins Ploughshares, eine weitere Ausgabe des gleichen Magazins hatte er 2008 als Gastherausgeber allein zu verantworten. Schließlich intensivierte McPherson seine Publikationstätigkeit in den 1990ern wieder, als seine Tochter das College-Alter erreicht hatte. 1998 gab er zusammen mit DeWitt Henry die Anthologie Fathering Daughters heraus, im Jahr 2000 folgte die Anthologie  A Region Not Home: Reflections from Exile. Im Jahr 1998 veröffentlichte er zudem seine Autobiografie Crabcakes, in der er seine Lebensgeschichte anhand von charakteristischen Meeresfrüchten seiner jeweiligen Heimatregion als rotem Faden erzählt, darunter die namensgebenden Crab Cakes aus Baltimore. Inspiriert wurde dieses Buch auch durch Impulse, die er während seiner Gastaufenthalte in Japan erhalten hatte.
McPherson verstarb 2016 in Iowa City an Komplikationen einer Lungenentzündung. Neben seiner Tochter aus seiner geschiedenen Ehe hinterließ er auch einen Sohn aus einer anderen Beziehung. Nachrufe erschienen in diversen US-amerikanischen Leitmedien, unter anderem in der Washington Post, der Los Angeles Times, und der New York Times.

## Literarischer Stil
Im Mittelpunkt von McPhersons Werk steht eine Auseinandersetzung mit der Kultur und Gesellschaft der Vereinigten Staaten, besonders mit Fragen der sozialen Klasse und der race. Inspiriert wurde dieses Leitthema durch sein Aufwachsen als afroamerikanischer Junge während der Rassentrennung in den Südstaaten. Bereits die titelgebenden Kurzgeschichten in Hue and Cry and Elbow Room beschäftigten sich mit diesem Thema und handelten, präziser ausgedrückt, von den Herausforderungen in Liebesbeziehungen zwischen Afroamerikanern und Weißen, ohne dabei politisch revolutionär zu sein. Ins Zentrum der Handlung stellt er dabei die afroamerikanische Perspektive. Ruthe T. Sheffey argumentierte entsprechend im Black Scholar, dass Elbow Room „Freud und Leid des Negros [sic!] in Amerika“ erkunde. Ein weiterer Einfluss auf McPhersons Werk besteht in seiner juristischen Ausbildung, die sich besonders in Elbow Room widerspiegelt. Nicht zuletzt ist die titelgebende Geschichte durch Albion W. Tourgées gegen die Rassentrennung gerichtete Argumentation in Plessy v. Ferguson inspiriert, dessen Ideale von der Handlung und den Protagonisten der Kurzgeschichte verkörpert werden sollen. Zusammenfassend urteilte Ruthe T. Sheffey, dass „McPherson’s gewaltige Wirkkraft“ daraus entstehe, dass er seine Perspektive als Afroamerikaner aus den Südstaaten in seine Werk einfließen lasse. Ein ähnliches Urteil fällt Edith Blicksilver, die McPhersons Schaffen als „semi-autobiografisch“ verstand. McPherson selbst wies allerdings die Einordnung seines Werkes als das eines black writer zurück: „Ich habe versucht, die Hautfarbe [...] weit im Hintergrund zu halten, wo solche Sachverhalte auch richtigerweise hingehören sollten.“
Blicksilver merkte ferner an, dass McPherson wie Ernest Hemingway Dialoge zur Selbstoffenbarung seiner Charaktere nutze und mit „Selbstoffenbarung und psychologischem Realismus“ ähnlich umgehe wie Franz Kafka. DeWitt Henry fasste McPhersons literarischen Stil 2008 wie folgt zusammen: „Sowohl in seiner fiktionalen Literatur als auch in seiner Sachliteratur dringt McPherson mit seinem außergewöhnlichen Verstand und Herz zur Seele verschiedener Perspektiven, Traditionen und Werte durch. Sein Werk ist beachtenswert für dessen Humor, dessen unermüdlich sokratische Klugheit, stilistische Neuerung und Varietät und meta-fiktionale Eindringlichkeit. In Hinblick auf sein waches Bewusstsein ist er subtil und rigoros wie George Orwell und James Baldwin, über den er trocken sagte, dass er ihn nie gelesen habe. In erster Linie schreibt McPherson das nicht erzeugte Bewusstsein der Demokratie selbst nieder und spricht damit sowohl über persönliche als auch gesellschaftliche Gerechtigkeit und ‘eine Erweiterung unserer Humanität’.“

## Ehrungen
- 1972: Guggenheim-Stipendium[1]
- 1978: Pulitzer Prize for Fiction für Elbow Room[22]
- 1981: MacArthur Fellowship[23]
- 1995: Aufnahme in die American Academy of Arts and Sciences[24]
- 2011: Paul Engle Prize[25]
- 2016: Aufnahme in die Georgia Writers Hall of Fame[3]

Die University of Nebraska Press vergibt in Erinnerung an McPherson den James Alan McPherson Prize for the Novel.

## Veröffentlichungen
Kurzgeschichten
- Hue and Cry: Stories. Little, Brown & Company, Boston 1969. ISBN 978-0-316-56326-0.
- Elbow Room: Stories. Little, Brown & Company, Boston 1977. ISBN 978-0-316-56328-4.

Sachliteratur
- Crabcakes: A Memoir. Simon & Schuster, New York 1998. ISBN 978-0-684-83465-8.
- A Region Not Home: Reflections on Exile. Simon & Schuster, New York 2000. ISBN 978-0-684-83464-1.
- Anthony Walton (Hrsg.): On Becoming an American Writer: Essays and Nonfiction. Godine, Boston 2023. ISBN 978-1-56792-748-1.

Herausgeberschaften
- mit Miller Williams: Railroad: Trains and Train People in American Culture. Random House, New York 1976. ISBN 978-0-394-49857-7.
- mit DeWitt Henry: Ploughshares, Band 11, Nummer 2/3, Herbst 1985, ISSN 0048-4474. ISBN 0-933277-79-2.
- mit DeWitt Henry: Confronting Racial Difference. Ploughshares, Band 16, Nummer 2/3, Herbst 1990, ISSN 0048-4474. ISBN 0-933277-94-6.
- mit DeWitt Henry: Fathering Daughters: Reflections by Men. Beacon Press, Boston 1998. ISBN 978-0-8070-6218-0.
- Fiction. Ploughshares, Band 24, Nummer 2/3, Herbst 2008, ISSN 0048-4474. ISBN 978-1-933058-10-8.